# Prîbirsk, Ivankiv
Prîbirsk (în ucraineană Прибірськ) este localitatea de reședință a comunei Prîbirsk din raionul Ivankiv, regiunea Kiev, Ucraina.

## Demografie
Componența lingvistică a localității Prîbirsk
     Ucraineană (98,06%)
     Rusă (1,82%)
     Alte limbi (0,12%)
Conform recensământului din 2001, majoritatea populației localității Prîbirsk era vorbitoare de ucraineană (98,06%), existând în minoritate și vorbitori de rusă (1,82%).